# NGC 4903
NGC 4903 ist eine Balkenspiralgalaxie (und zugleich eine Seyfertgalaxie Typ 2) vom Hubble-Typ SBc im Sternbild der Zentaur, die etwa 214 Millionen Lichtjahre von der Milchstraße entfernt ist.
Sie wurde am 30. März 1835 von John Herschel mit einem 18-Zoll-Spiegelteleskop entdeckt, der sie dabei mit „vF, R, 30 arcseconds, attached to a star; the preceding of two“ beschrieb. Bei dem genannten zweiten Objekt handelt es sich um NGC 4905.